# André Prévost (Tennisspieler)
Jean Marie André Prévost (* 26. März 1860 in Reims; † 15. Februar 1919 in Paris) war ein französischer Tennisspieler.

## Karriere
André Prévost gewann bei den Olympischen Sommerspielen 1900 in Paris die Bronzemedaille im Tennisdoppel. Er unterlag mit seinem Landsmann Georges de la Chapelle im Semifinale gegen die späteren Silbermedaillengewinner Basil Spalding de Garmendia und Max Décugis in zwei Sätzen mit 2:6, 4:6. In der Einzelkonkurrenz schied er bereits in der ersten Runde gegen den Briten Arthur Norris aus. Neben dem Tennis war er Wollhändler.